# Vertaalequivalent
Een vertaalequivalent is in de semantiek een woord of woordgroep in een bepaalde taal die naar precies hetzelfde concept verwijst als een ander woord of woordgroep in een andere taal. Bij het vertalen wordt dan gezegd dat dergelijke woorden of woordgroepen "elkaars equivalent" zijn.

## Equivalentie en identiteit
Bij het vertalen van een tekst speelt equivalentie op zeer veel vlakken een rol. Allereerst is het belangrijk equivalentie te onderscheiden van identiteit. Identiteit betekent dat de tekst weliswaar in de andere taal, maar verder ongewijzigd wordt overgenomen. Equivalentie beoogt geen letterlijke overname van de term of uitdrukking, maar wil hetzelfde effect bij de lezer bereiken als bij de lezer voor wie de tekst in de brontaal is opgesteld.
- Zo komt in de Engelse Bijbelvertaling van 1611 (de Authorized Version) de uitdrukking bowels of mercy voor (Col. 3:12). Dit is een identieke, letterlijke vertaling uit het Hebreeuws ("ingewanden der genade"), die zonder uitleg niet begrijpelijk is.
- Bij nieuwe Bijbelvertalingen, hetzij in het Engels of Nederlands, hetzij in geheel andere talen, wordt dan ook niet voor letterlijke maar voor equivalente vertalingen gekozen. De New English Bible (1961) gebruikt compassion, de NBG-vertaling (1951) handhaaft nog wel een betekeniscomponent van bowels, maar op veel begrijpelijker wijze: innerlijke ontferming.

In beide bovengenoemde gevallen is de vertaling wel equivalent, maar niet identiek.

## Deelequivalentie doorconnotatieenregister

### Connotatie
Doordat equivalentie zich tot concepten beperkt, is het een aan betekenis gebonden aspect. Het gaat er bij equivalenten louter om, dat ze dezelfde betekenis inclusief connotatie hebben. Dit is doorgaans het gemakkelijkst na te gaan bij bijvoeglijke en zelfstandige naamwoorden, die veelal verwijzen naar een nauw te omschrijven concept.
Equivalentie dient echter goed te worden onderscheiden van synonymie. Woorden binnen dezelfde taal die elkaars equivalent zijn, zijn per definitie ook synoniem, maar lang niet alle synoniemen zijn tevens elkaars equivalent. Behalve dat een woord naar een bepaalde zaak verwijst, wat denotatie wordt genoemd, heeft het ook een bepaalde connotatie, die de gevoelens van de spreker ten opzichte van de desbetreffende zaak weerspiegelt. Woorden die synoniem zijn, zijn hierdoor zeker niet altijd onderling uitwisselbaar omdat de connotaties uiteenlopen. Bij het vertalen wordt afhankelijk van de context soms voor het ene, dan weer voor het andere woord gekozen. Voorbeelden:
- Het Engelse bicycle is in de meeste contexten equivalent aan het neutrale Nederlandse fiets, maar in sommige andere (met name literaire) contexten is het equivalent aan het formelere Nederlandse synoniem van fiets: rijwiel.

- Het Engelse horse is doorgaans equivalent aan het Nederlandse paard, want van deze twee woorden is zowel de denotatie als de connotatie hetzelfde. Dit wil echter niet zeggen dat alleen dit feit doorslaggevend is voor de vertaling.
- Het Engelse horse is niet equivalent aan de Nederlandse woorden ros of knol. Het eerste Nederlandse woord heeft namelijk een positieve connotatie, het tweede woord een negatieve, het klinkt nl. een stuk denigrerender. Hoewel ze allebei exact hetzelfde betekenen als horse, heeft geen van deze twee Nederlandse woorden dus een connotatieve equivalentie met horse.

Binnen het Nederlands zelf zijn op hun beurt de woorden ros en knol synoniemen, maar geen equivalenten van paard.

### Register
Talen kennen allerlei registervarianten. Zo bestaat er bijvoorbeeld vaktaal naast Bargoens, maar er is ook spreek- en schrijftaal. Een vertaler moet zich er terdege van bewust zijn in welk register (in dit voorbeeld: spreektaal of schrijftaal) een tekst gesteld is. Mengt hij verschillende registers (bijvoorbeeld formeel en informeel) door elkaar, dan pleegt hij al dan niet opzettelijk stijlbreuk. Om dezelfde reden kan een moeder niet tegen haar kind zeggen: "Ga je vandaag met het rijwiel naar school? De auto is naar de garage."

## Deelequivalentie door werkelijkheidsindeling
Er zijn twee gevallen waarin een bepaald begrip in een zekere taal geen volkomen gelijkwaardig equivalent in een andere taal heeft. In het eerste geval is er sprake van onbekendheid in een taal met een bepaalde referent in een andere taal. Soms ook is het min of meer toevallig dat voor een bepaald woord in een taal een volledig equivalent in een andere taal ontbreekt. We spreken dan van een gat of leemte in de taal.
Iedere taal gebruikt haar eigen woorden om naar de werkelijkheid te verwijzen, en ieder woord afzonderlijk verwijst naar een zeer specifiek aspect van die werkelijkheid. Daarmee wordt de werkelijkheid dus "opgedeeld" in zeer veel kleine concepten. In feite is er geen enkele taal die exact dezelfde werkelijkheidsindeling hanteert als enige andere taal. De verschillen lopen uiteraard verder uiteen naarmate de verschillen tussen de talen en de bijbehorende culturen groter zijn.

#### Onbekendheid
Een bepaald begrip in de werkelijkheid waar in de ene taal naar verwezen wordt kan in een andere taal onbekend zijn, doordat de betreffende zaak in het cultuurgebied van die andere taal niet voorkomt. Dit zijn de meest voorkomende voorbeelden van realia, een van de grootste struikelblokken in het werk van de vertaler. De volgende voorbeelden dienen slechts ter illustratie.
- Te denken valt in dit verband bijvoorbeeld aan technologische begrippen; het ligt voor de hand dat (nog) niet alle talen van de wereld een equivalent voor computer hebben.
- Levensbeschouwelijke begrippen maken doorgaans deel uit van een bepaalde cultuur, en zijn dus min of meer aan bepaalde taalgebieden gebonden. Een aantal woorden of betekenissen zoals klooster en vagevuur is in het Nederlands onder invloed van de kerstening ingevoerd. Tot op heden worden Bijbelvertalers geconfronteerd met de onvertaalbaarheid van begrippen in minder bekende talen.
- Veel dingen uit de natuur, zoals dieren en planten, komen slechts in een zeer beperkt gebied voor, hetgeen het in feite onmogelijk maakt ze te vertalen. Dit wordt dan ook vaak gewoon niet gedaan. Toen de Europese kolonisten in de 19e eeuw naar Australië kwamen, is het woord kangoeroe bijvoorbeeld gewoon letterlijk door het Engels overgenomen uit een Austronesische taal, en vervolgens via het Engels weer in het Nederlands beland. Bepaalde weersverschijnselen, die in het Nederlands bijvoorbeeld sneeuw heten, komen ook niet in alle delen van de wereld voor.
- Elke cultuur - en daarmee ook de bijbehorende taal - heeft haar eigen voedingsgewoonten. De namen van bepaalde cultuurgebonden gerechten en eetwaren hebben daardoor geen equivalenten in talen van andere culturen. Notoire Nederlandse woorden in dit verband zijn: gevulde koek, pindakaas (in het Engels bij benadering "boter" genoemd) en boerenkool.
- Voedselbenamingen kunnen eveneens deelequivalentie (ook wel partiële equivalentie geheten) vertonen.
  - Het Nederlandse rijst kent bijvoorbeeld meer dan vier Indonesische deelequivalenten.

#### Verschillende werkelijkheidsindelingen
- Tijdsindelingen vertonen overlappingen of verschillen in verschillende culturen.
  - Zo kent het Indonesisch vier dagdelen, net als het Nederlands. Maar de begin- en eindpunten daarvan verschillen: in het Indonesisch gaat een dagdeel op een ander tijdstip over in een ander dagdeel dan in het Nederlands. Op bepaalde tijden van de dag is de equivalentie tussen twee woorden dus geheel duidelijk, maar vooral bij begin en einde van een dagdeel kan verwarring ontstaan.
  - De westerse cultuur kent een week van zeven dagen. In culturen elders op de wereld is dat niet het geval.
- Namen van kleuren zijn een ander voorbeeld van verschillende werkelijkheidsindelingen. Simpel gezegd doorlopen de kleuren in werkelijkheid een elektromagnetisch frequentiespectrum, dat continu is. Alle talen hakken ditzelfde continuüm in stukjes, maar elke taal doet dit op haar eigen manier.
  - Kleurnamen als bruin en rood hebben zowel in het Engels als in het Frans verschillende deelequivalenten
  - Het Nederlandse bruin heeft in het Indonesisch ten minste twee deelequivalenten: het algemene coklat, en voor een bruingebrande huid hitam. Dat laatste woord is in het Nederlands in veel gevallen niet equivalent aan bruin, maar aan zwart.

Ook sterk verwante talen, waarvan ook vaak de culturen dicht bij elkaar staan vertonen dus eigenlijk altijd een zekere mate van deelequivalentie, zoals ieder vertaalwoordenboek aantoont. Zelfs tussen zeer nauw verwante talen waarvan ook de culturen uiterst nauw met elkaar verweven zijn, zoals het Nederlands en het Limburgs, bestaat niet altijd volledige equivalentie. Zie verder het artikel over een gat of leemte in de taal.
Familierelaties worden in anderstalige culturen bijna altijd anders ingedeeld, bijvoorbeeld naar geslacht dan wel leeftijd.
Zo heeft het Nederlands bijvoorbeeld geen equivalent maar alleen hyponiemen voor het Engelse woord sibling, dat "iemand met dezelfde ouders" betekent (dit kan dus zowel een broer als zus zijn).
Ook worden familierelaties zoals "zoon of dochter van broer of zus" of "zoon of dochter van oom of tante", waar het Nederlands maar twee woorden voor heeft (neef en nicht), in andere talen vaak met meer verschillende woorden uitgedrukt. Zo kent het Engels bijvoorbeeld het woord cousin voor "zoon of dochter van oom of tante", terwijl nephew en niece de woorden zijn voor "zoon of dochter van broer of zus". In Vlaanderen wordt voor "zoon of dochter van oom of tante" overigens kozijn gebruikt. Een aantal Slavische talen gaat hierin nog verder en heeft afzonderlijke woorden voor ooms, tantes, neven en nichten van vaders- en van moederskant.
Het Duits gaat hierin zelfs nog verder: Vetter en Kusin zijn Duitse synoniemen voor "zoon van oom of tante", Kusine of Cousine betekent "dochter van oom of tante", en daarnaast zijn Neffe en Nichte de woorden voor "zoon of dochter van broer of zus".
Het Indonesische kakak betekent "ouder kind van dezelfde vader en moeder". Adik is het woord voor "jonger kind van dezelfde vader en moeder. In het Nederlands daarentegen kennen wij broer respectievelijk zus: "mannelijk" resp. "vrouwelijk kind van dezelfde vader en moeder".

### Anderewoordsoorten
Werkelijkheidsindeling en dus equivalentie spelen tot op zekere hoogte ook een rol bij andere woordsoorten dan de bijvoeglijke en zelfstandige naamwoorden.
- Het gemeenzame Nederlandse jij is maar ten dele equivalent aan Duits du; vaak moet Sie worden gebruikt. Ook valt jij niet zomaar door het Franse tu te vervangen. Het verschil berust hier op afstand of beleefdheid.
- Het verschil kan bijvoorbeeld ook berusten op groepsindeling. Zo is wij in het Indonesisch soms kami ("de spreker en nog anderen, maar exclusief de aangesprokene"), soms ook kita ("de spreker inclusief de aangesprokene, wellicht ook nog met anderen"). De eerste persoon meervoud is in beide talen verschillend ingedeeld.

## Fraseologischeeenheden
Woordgroepen zijn vrijwel altijd fraseologische eenheden: zinsdelen, collocaties spreekwoorden, en/of uitdrukkingen, en op het hoogste niveau voor hele zinnen. Fraseologische eenheden in de brontaal kunnen meestal niet letterlijk in de doeltaal worden vertaald:
- die Gunst der Stunde nutzen (Duits) - "het ijzer smeden als het heet is" (Nederlands).
- ... chateaux en Espagne... (Frans) — "luchtkastelen" (Nederlands).

Indien er in dergelijke gevallen toch sprake is van een woord-voor-woordvertaling - zoals bijvoorbeeld het geval is in de uit het Engels vertaalde Nederlandse zin Ik voel me geweldig, ik voel me een miljoen dollar -, betekent dit ofwel dat de vertaler een fout heeft gemaakt, hetgeen onbekendheid met de uitdrukking in de brontaal en/of incompetentie om deze uitdrukking in de doeltaal adequaat weer te geven impliceert, ofwel dat er een badinerend effect beoogd is. Identiteit (woordvorm) is hier veel minder belangrijk dan equivalentie.

## Deelequivalentie versussyntaxis
Grammaticale regels zijn in geen twee talen hetzelfde. Soms zijn de verschillen bijzonder groot, met name op het morfologische vlak.
- met name synthetische talen - waartoe bijvoorbeeld het Latijn, Pools, Russisch en Indonesisch behoren - kennen vaak geen lidwoord, het Nederlands uiteraard wel.
- Het Indonesisch heeft bovendien geen meervoudssuffix zoals het Nederlandse -en.

Ook dit verschijnsel dient echter te worden onderscheiden van equivalentloosheid.
- Het Indonesische buku kan betekenen: "een boek", "het boek", "boeken" of "de boeken". Weliswaar heeft het Indonesisch niet een woord dat met het Nederlandse een overeenkomt en geen aparte meervoudsuitgang, maar de begrippen "onbepaald" of "meervoudig" worden in deze taal door middel van een omschrijving effectief uitgedrukt. Hetzelfde doet zich voor bij talen die in hoge mate analytisch zijn.

- Sommige talen maken bij de verbuiging van het zelfstandig naamwoord niet alleen het traditionele onderscheid enkelvoud/meervoud, maar ze hebben ook dualisvormen, om aan te geven dat het om twee entiteiten gaat. Andere talen kennen deze dualisvorm niet. Hier is ook geen sprake van deelequivalentie; in de taal met dualisvorm wordt nl. door middel van één woord iets tot uiting gebracht wat talen zonder deze vorm ook kunnen omschrijven, alleen met minstens twee woorden.